# 納布永戈島
納布永戈島（Nabuyongo Island）是東非國家坦桑尼亞的島嶼，位於維多利亞湖，由卡蓋拉區負責管轄，長2.0公里、寬840米，面積1平方公里，在第一次世界大戰時是英國和德國艦艇在該島爆發水戰。
1°28′11″S 32°36′43″E / 1.46972°S 32.61194°E